# محمدعلی الغریانی
محمدعلی الغریانی (عربی: محمد علي الغرياني؛ زادهٔ ۱۱ ژوئن ۱۹۸۳) بازیکن فوتبال اهل تونس است.

## باشگاهی
از باشگاه‌هایی که در آن بازی کرده‌است می‌توان به باشگاه فوتبال آنکاراگوچو، باشگاه فوتبال آفریقایی، باشگاه فوتبال حمام الانف، و باشگاه فوتبال الجرجیسی  اشاره کرد. 

## تیم ملی
وی همچنین در تیم ملی فوتبال تونس بازی کرده‌است.